# Asparagus inderiensis
Asparagus inderiensis — вид рослин із родини холодкових (Asparagaceae), зростає у Криму, Росії, Казахстані.

## Опис
Короткокореневищний трав'янистий багаторічник.

## Поширення
Зростає у Криму, Росії, Казахстані.